# گمینا ستاره یوخه
گمینا ستاره یوخه (به لهستانی:  Gmina Stare Juchy) یک گمینا در لهستان است که در شهرستان اوک واقع شده‌است. گمینا ستاره یوخه ۱۹۶٫۵۵ کیلومتر مربع مساحت و ۳٬۹۶۹ نفر جمعیت دارد.